# زیرلعابی
زیرلعابی روشی جهت تزئین (نقاشی) مصنوعات سفالین و سرامیکی است که قبل از لعابکاری بر روی قطعات سفال یا سرامیک اعمال می‌شود. بدین ترتیب تزئینات زیرلعابی کاملاً بادوام خواهدبود؛ چون لایه ای از لعاب آن را می پوشاند. البته چون دمای مورد استفاده در این روش برای پخت لعاب بالاتر از روش تزئین رولعابی است، طیف رنگ‌های قابل استفاده محدودتر است.
در نقاشی زیرلعابی بعد از آنکه ظرف در کوره حرارت می‌بیند، رنگدانه‌های مورد استفاده (جهت رنگ آمیزی) که از اکسیدها مشتق شده، با لعاب زبرین درمی آمیزد. ظروف چینی تزئین شده با جوهر آبی و سفید و سفالینه‌های ایزنیک از نمونه‌های نقاشی به روش زیرلعابی است.
فن نقاشی زیرلعابی با گذشت زمان به عنوان یکی از تکنیک‌های تزئینی محبوب در هنر سفال و سرامیک شناخته شده و به گسترش آن کمک کرده است. این روش تزئینی به عنوان یکی از مهمترین ویژگی‌های هنر سفال و سرامیک به شمار می‌آید و دارای ویژگی‌های زیر می‌باشد:
1. مقاومت بالا: تزئینات زیرلعابی بعد از پخت به لایه محافظی از لعاب پوشانده می‌شوند که از قطعات سفالی یا سرامیک در مقابل آب، حرارت، و زیبایی‌های بیرونی محافظت می‌کند.
2. خرده‌کاری و دقت: این روش به هنرمندان اجازه می‌دهد تا نقوش و تصاویر دقیق و دلباز را بر روی قطعات سفالی و سرامیکی ایجاد کنند. این دقت در طراحی و تزئین به خصوص در تولید ظروف چینی و هنرهای دستی مورد توجه قرار می‌گیرد.
3. انعطاف پذیری در طراحی: هنرمندان می‌توانند از انواع مختلف رنگ‌ها و رنگدانه‌ها برای ایجاد تزئینات متنوع و متناسب با سبک‌های مختلف هنری استفاده کنند.
4. ارتقاء هنر سفال و سرامیک: تزئینات زیرلعابی به تنوع و تجدید نظر در هنر سفال و سرامیک کمک کرده و هنرمندان را به توسعه تکنیک‌ها و سبک‌های جدید ترغیب می‌کند.
5. ارتباط با تاریخ: تزئینات زیرلعابی به عنوان یکی از روش‌های سنتی تزئین در هنر سفال و سرامیک، ارتباط با تاریخ و فرهنگ‌های گوناگون دارد و به حفظ و ارث‌بری این هنرهای قدیمی کمک می‌کند.

به طور کلی، تزئینات زیرلعابی به عنوان یکی از عناصر مهم و پایدار در هنر سفال و سرامیک به گسترش و توسعه این هنرها کمک کرده و هنرمندان را به خلق آثار زیبا و متنوع تر از قبل ترغیب می‌کند.